# Dave LaRue
Dave LaRue es un bajista estadounidense que ha tocado en la banda Dixie Dregs desde 1988 y en la Steve Morse Band desde 1989. También ha trabajado con los músicos John Petrucci, Mike Portnoy, Maestro Alex Gregory, Vinnie Moore, Derek Sherinian y Jordan Rudess. De marzo a septiembre del 2006 fue músico de gira del guitarrista Joe Satriani en el tour soporte del álbum Super Colossal.

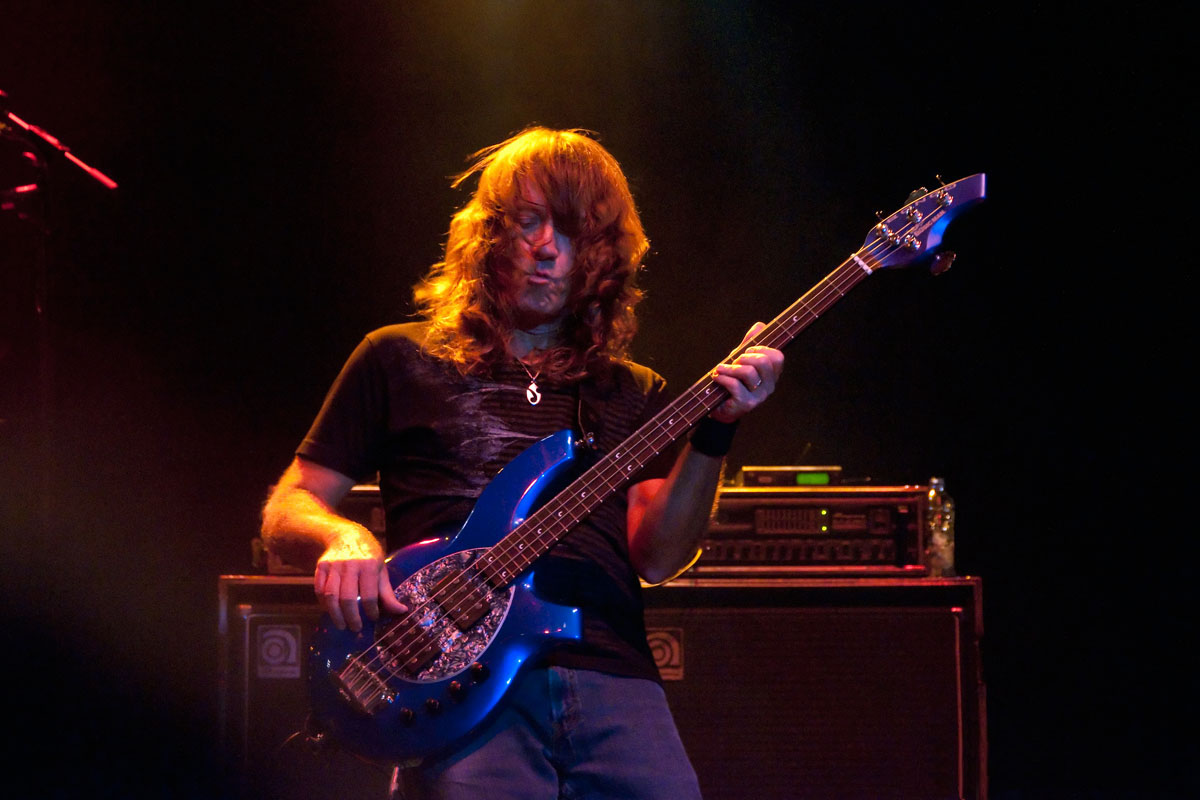
Dave en el 2012

## Discografía

### Solista
- 1992 Hub City Kid

### Dixie Dregs
- Bring 'Em Back Alive (1992)
- Full Circle (1994)
- California Screamin'  (2000)

### Steve Morse
- 1991 Southern Steel
- 1992 Coast to Coast
- 1995 Structural Damage
- 1996 StressFest
- 2000 Major Impacts
- 2002 Split Decision
- 2004 Major Impacts 2
- 2005 Prime Cuts – From Steve Morse's Magna Carta sessions
- 2009 Out Standing in Their Field

### Vinnie Moore
- 1999: The Maze
- 2001: Defying Gravity

### T Lavitz
- 1984 Extended Play
- 1986 Storytime
- 1987 From the West

### John Petrucci
- 2005 Suspended Animation
- 2005 Live in Tokyo
- 2020 Terminal Velocity

### Joe Satriani
- 2006 Satriani Live!

### Flying Colors
- 2012 Flying Colors
- 2013 Live in Europe
- 2014 Second Nature

### Hammer of the Gods
- 2006 Two Nights in North America

### Jordan Rudess
- 2004 Rhythm of Time

### DVD
- 2002 Steve Morse - Sects, Dregs & Rock 'n' Roll
- 2005 Steve Morse Band - Live In Baden-Baden Germany March 1990
- 2005 John Petrucci - G3 Live in Tokyo
- 2006 Hammer of the Gods - Two Nights in North America
- 2006 Joe Satriani - Satriani Live!